# Луитгард
Вижте пояснителната страница за други личности с името Луитгард.
Луитгард (Luitgard) e алеманска принцеса и петата и последна съпруга на Карл Велики.

## Биография
Родена е през 776 година. Дъщеря е на граф Луитфрид II от Сундгау в Елзас и Хилтруда от Вормсгау.
Луитгард се омъжва за Карл през 794 г. Пише си с много учени. Алкуин, учен и съветник на Карл, я хвали като много образована и спокойна. Тя не участва в политиката и няма деца с Карл.
Умира на 4 юни 800 г. в манастира Св. Мартин в Тур (Франция). В нейна чест съпругът ѝ основава манастир в Кормери при Тур.